# Балтийская федерация
Балтийская федерация была группой национального сопротивления латвийской молодежи, ликвидированной КГБ Латвийской ССР, которая была арестована и осуждена во время «чистки», организованной Арвидом Пельше в 1962 году, по обвинению членов группы в «антисоветской агитации, организации группы и измене Родине».

## История
После 20-го съезда КПСС в феврале 1956 года Никита Хрущёв начал частичную дестализационную реформу. Однако уже в 1959 году так называемая «Оттепель» закончилась, и бригада ЦК КПСС была в июне отправлена в Латвию для проверки работы руководства ЛССР. На изменение взглядов лидера СССР Хрущева по вопросу о Латвии не смогли оказать существенного влияния и жалобы сторонников строгого курса партии во время его визита в Латвию 12 июня 1959 года. Вернувшаяся после проверки бригада ЦК КПСС отчиталась о проделанной работе 1 июля 1959 года на заседании президиума ЦК КПСС. С июля по ноябрь 1959 года происходили чистки рядов ЛКП от национал-коммунистов. Около 2000 человек потеряли работу. По приказу А. Пельше в 1960-1962 годах КГБ Латвийской ССР также арестовал многих национально-патриотически настроенных латышей. Сотрудники КГБ называли задержанных группой «Балтийская федерация», членами которой были Гунарс Роде, Дайлис Рийниекс, Янис Рийниекс, Айна Забака, Кнутс Скуеникс, Зиедонис Розенбергс, Виктор Калниньш и Улдис Офкантс. Дело рассматривалось в Верховном суде Латвийской ССР с 28 ноября по 28 декабря 1962 года.
Судья Раймондс Бриз приговорил Г. Роде и Д. Рейниекса к 15 годам, А. Забаку — к 12 годам, У. Офкантса и В. Калниньша — к 10 годам, К. Скуеникса — к 7 годам, З. Розенберга — к 6 годам, Яниса Рейниекса — 5 годам лишения свободы. Заключение осуществлялось в лагере строгого режима в Мордовии, где познакомились с Гунарсом Астра.

### Обоснование обвинений Верховного суда Латвийской ССР
Материалы расследования по делу крупнейшей «антисоветской группы» в Латвийской ССР были собраны в 1960-х годах. «Антисоветская группа» была искусственно создана следователями КГБ Латвийской ССР. Несколько обвиняемых выразили намерение объединиться и противостоять оккупационной власти СССР в Латвии только теоретически. Обвиняемые не действовали в единой группе, например, поэт К. Скуениекс был ознакомлен с теоретической позицией о необходимости борьбы против оккупационного режима СССР в Латвии, но отказался вступать в какую-либо организацию. Однако членов так называемой группы обвиняли не только в государственной измене — попытке захвата государственной власти, участии в антисоветской организации и другим пунктам, они были также обвинены в антисоветской агитации и пропаганде в составе группы.

#### Выдержи из обвинений
- Живя в Москве, Виктор Калниньш (..) слушал зарубежные радиопередачи антисоветского содержания в своей квартире и неоднократно допустил возможность Кнуту Скуйениексу слышать эти передачи вместе с ним;
- В своих письмах отцу (..) до его демобилизации из Советской армии в 1957 году Дайлис Рижниекс оклеветал Коммунистическую партию Советского Союза, государственное устройство и политику Советского Союза, сущность социализма в Советском Союзе, выразил свое мнение о том, что «надо бороться за настоящую свободу, а не ту, которая есть»;
- Дайлис Райниекс и Гунарс Роде в ходе взаимных обсуждений решили, что одним из методов борьбы подпольной организации за отделение прибалтийских республик от Советского Союза было вооруженное восстание с использованием как обычного, так и современного оружия войны, включая ракеты и бактериологическое оружие, которое планировали изготовить самостоятельно или добыть путем захвата ракетных баз Советской Армии, расположенных на территории Латвийской ССР;
- Осенью 1961 года по рекомендации Родса Офкантс приобрел для себя книгу «Стрельба из автоматического оружия» с целью использования этой книги в качестве учебного пособия для более точного использования оружия в борьбе против советской власти[12].

## Последствия
После отбывания наказания несколько членов группы «Балтийская федерация» были депортированы за границу, где они участвовали в создании информационных бюро Всемирной ассоциации свободных латышей, распространяя информацию о советских репрессивных методах. Гунарс Роде выступал в Копенгагенском трибунале, свидетельствуя о нарушениях прав человека и русификации в Латвии.